# Пион (частица)
Пио́н, пи-мезо́н (греч. πῖ — буква пи и μέσον — средний) — три вида субатомных частиц из группы мезонов. Обозначаются π0 (встречается собственное название — нейтретто), π+ и π−. Наименьшая масса среди мезонов.
Открыты в 1947. Переносчики ядерных сил между нуклонами в ядре. Заряженные пионы обычно распадаются на мюон и мюонное (анти)нейтрино, нейтральные — на два гамма-кванта.

## Свойства
Пионы всех видов:
- состоят из пары кварк-антикварк первого поколения;
- отрицательная чётность и нулевой спин (поэтому эти частицы являются псевдоскалярными);
- псевдо-голдстоуновские бозоны (бозоны Намбу—Голдстоуна со спонтанно нарушенной симметрией), они гораздо легче других мезонов (например, масса η-мезона равна 547,75 МэВ/c²)

Виды π-мезонов, согласно кварковой модели:
- Заряженные:
  - u-кварк и анти-d-кварк формируют π+-мезон;
  - Из d-кварка и анти-u-кварка состоит π−-мезон, античастица π+-мезона.
- Электрически нейтральные комбинации (u + анти-u) и (d + анти-d) могут существовать только в виде их суперпозиции {\displaystyle (u{\bar {u}}-d{\bar {d}})/{\sqrt {2}}}, так как несут одинаковый набор квантовых чисел. Низшее энергетическое состояние подобной суперпозиции — π0-мезон, являющийся античастицей для себя самого (истинно нейтральная частица, подобно фотону). Нейтральный пион, состоящий из кварка и соответствующего ему антикварка (точнее, из суперпозиции таких состояний), представляет собой один из видов ониев[англ.] (связанных состояний частицы и античастицы). Его можно было бы назвать кварконием, однако обычно этот термин относят к системам из тяжёлых кварков.

Все пионы состоят из кварков и антикварков первого поколения, поэтому они обладают нулевыми ароматами, как явными, так и скрытыми: странностью S, очарованием C, прелестью B′ и истинностью T.
Зарядовый радиус заряженных пионов равен 0,659(4) фм.

## Связанные системы пионов
Отрицательно заряженный пион может захватываться атомным ядром на орбиту, подобную электронной, и образовывать с ним короткоживущий экзотический атом — так называемый пионный атом. 
Два разнозаряженных пиона могут образовывать связанную систему — пионий, экзотический атом, связанный, главным образом, кулоновским притяжением. Время жизни такой системы (ок. 3⋅10−15 с) значительно меньше времени жизни одиночного заряженного пиона, поскольку входящие в него частица и античастица быстро аннигилируют друг с другом, образуя обычно два нейтральных пиона, каждый из которых затем распадается на два фотона.

## Распад пи-мезонов
Распад нейтрального пиона обусловлен электромагнитным взаимодействием, тогда как заряженные пионы распадаются посредством слабого взаимодействия, константа связи которого значительно меньше. Поэтому периоды полураспадов нейтрального и заряженного пионов существенно различаются.

### Заряженные

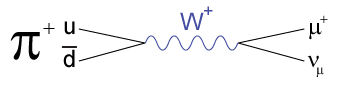
Фейнмановская диаграмма доминирующего лептонного распада заряженного пиона

Мезоны {\displaystyle \pi ^{+},\pi ^{-}} имеют массу 139,57061(24) MэВ/c² и относительно большое, по ядерным меркам, время жизни: 2,6033(5)⋅10−8 секунды. Доминирующим (с вероятностью 99,98770(4) %) является канал распада в мюон и мюонное нейтрино или антинейтрино:
{\displaystyle \pi ^{+}\to \mu ^{+}+\nu _{\mu },}
{\displaystyle \pi ^{-}\to \mu ^{-}+{\bar {\nu }}_{\mu }.}
Следующим по вероятности каналом распада заряженных пионов является радиативный (то есть сопровождающийся гамма-квантом) вариант указанного выше распада ({\displaystyle \pi ^{+}\to \mu ^{+}+\nu _{\mu }+\gamma } и {\displaystyle \pi ^{-}\to \mu ^{-}+{\bar {\nu }}_{\mu }+\gamma }), который происходит лишь в 0,0200(25) % случаев. Следующим идёт сильно подавленный (0,01230(4) %) распад на позитрон и электронное нейтрино ({\displaystyle \pi ^{+}\to e^{+}+\nu _{e}}) для положительного пиона и на электрон и электронное антинейтрино ({\displaystyle \pi ^{-}\to e^{-}+{\bar {\nu }}_{e}}) — для отрицательного пиона. Причина подавления «электронных» распадов по сравнению с «мюонными» — сохранение спиральности для ультрарелятивистских частиц, возникающих в «электронных» распадах: кинетическая энергия как электрона, так и нейтрино в этом распаде значительно больше их масс, поэтому их спиральность (с хорошей точностью) сохраняется, и распад подавляется, по отношению к мюонной моде, множителем:
{\displaystyle R_{\pi }=(m_{e}/m_{\mu })^{2}\left({\frac {M_{\pi }-M_{e}}{M_{\pi }-M_{\mu }}}\right)^{2}.}
Измерения этого множителя позволяют проверить наличие возможных малых правых примесей к левым (V − A) заряженным токам в слабом взаимодействии.
Как и в случае мюонных распадов, радиативные электронные распады ({\displaystyle \pi ^{+}\to e^{+}+\nu _{e}+\gamma } и {\displaystyle \pi ^{-}\to e^{-}+{\bar {\nu }}_{e}+\gamma }) сильно подавлены по сравнению с безрадиативными, их вероятность лишь 7,39(5)⋅10−5 %.
Ещё более сильно подавленным по вероятности (1,036(6)⋅10−6 %) является распад положительного пиона на нейтральный пион, позитрон и электронное нейтрино ({\displaystyle \pi ^{+}\to \pi ^{0}+e^{+}+\nu _{e}}) и отрицательного пиона на нейтральный пион, электрон и электронное антинейтрино ({\displaystyle \pi ^{-}\to \pi ^{0}+e^{-}+{\bar {\nu _{e}}}}). Подавление этого распада объясняется законом сохранения векторного тока в слабом взаимодействии.
Наконец, обнаружен ещё один тип распадов заряженных пионов. В этом случае продуктами распада положительного пиона являются позитрон, электронное нейтрино и электрон-позитронная пара ({\displaystyle \pi ^{+}\to e^{+}+\nu _{e}+e^{+}+e^{-}}), а отрицательного — электрон, электронное антинейтрино и электрон-позитронная пара ({\displaystyle \pi ^{-}\to e^{-}+{\bar {\nu }}_{e}+e^{+}+e^{-}}). Вероятность такого распада составляет 3,2(5)⋅10−7 %.

### Нейтральные
Нейтральный пи-мезон {\displaystyle \pi ^{0}} имеет немного меньшую массу (134,9770(5) MэВ/c²) и гораздо меньшее время жизни, чем заряженные пи-мезоны: 8,52(18)⋅10−17 секунды. Главным (вероятность 98,823(34) %) является канал распада в два фотона:
{\displaystyle \pi ^{0}\to 2\gamma .}
Каждый из этих фотонов уносит энергию 67,49 МэВ (если распавшийся пион покоился).
Вторым по вероятности (1,174(35)%) является канал распада в фотон и электрон-позитронную пару:
{\displaystyle \pi ^{0}\to \gamma +e^{+}+e^{-}}
(включая редкий вариант, когда электрон-позитронная пара рождается в связанном состоянии — в виде позитрония; вероятность такого исхода составляет 1,82(29)⋅10−7 %).
Следующие по вероятности каналы распада нейтрального пиона — безрадиативные распады в две (вероятность 3,34(16)⋅10−3)%) и одну (6,46(33)⋅10−6)%) электрон-позитронные пары:
{\displaystyle \pi ^{0}\to e^{+}+e^{-}+e^{+}+e^{-},}
{\displaystyle \pi ^{0}\to e^{+}+e^{-}.}
Предсказаны, но пока не обнаружены каналы распада в четыре фотона (экспериментально вероятность ограничена величиной менее 2⋅10−6) %) и в нейтрино-антинейтринную пару (менее 2,7⋅10−5) %).

## История открытия
В теоретической работе Хидэки Юкавы в 1935 году было предсказано, что существуют частицы, переносящие сильное взаимодействие, — мезоны (первоначально Юкава предложил название мезотрон, но был исправлен Вернером Гейзенбергом, чей отец преподавал греческий язык).

### Заряженные пи-мезоны
В 1947 году заряженные пионы были экспериментально обнаружены группой исследователей под руководством Сесила Фрэнка Пауэлла. Поскольку ускорителей, достаточно мощных для рождения пионов, в то время ещё не существовало, проводился поиск с помощью фотопластинок, поднятых на аэростате в стратосферу, где они подвергались воздействию космических лучей (фотопластинки также устанавливались в горах, — например, в астрофизической лаборатории на вулкане Чакалтая в Андах). После спуска воздушного шара на фотоэмульсии были обнаружены следы заряженных частиц, среди которых были мезоны. За свои достижения Юкава (в 1949 году) и Пауэлл (в 1950 году) были награждены Нобелевской премией по физике.

### Электрически нейтральные пи-мезоны
Обнаружить нейтральный мезон {\displaystyle \pi ^{0}} гораздо сложнее (так как в силу своей электрической нейтральности он не оставляет следов в фотоэмульсиях и других трековых детекторах). Он был идентифицирован по продуктам распада в 1950 году. Время жизни нейтральных мезонов было экспериментально определено в 1963 году.

## Переносчики сильного взаимодействия
В настоящее время (согласно квантовой хромодинамике) известно, что сильное взаимодействие осуществляется посредством глюонов. Тем не менее можно сформулировать так называемую эффективную теорию взаимодействия внутриядерных частиц (сигма-модель), в которой переносчиками ядерных сил взаимодействия являются пионы. Несмотря на то, что эта теория (предложенная Юкавой) верна только в определённом диапазоне энергий, она позволяет проводить в нём упрощённые вычисления и даёт наглядные объяснения. Силы взаимодействия, переносимые пионами (например, ядерные силы, связывающие нуклоны в атомном ядре), можно компактно описать при помощи потенциала Юкавы. 